# SoftBank
SoftBank Corp. (ソフトバンク株式会社, Sofutobanku kabushiki-gaisha, TSE : 9984) est une société holding japonaise qui fait partie de l'indice TOPIX 100. Le groupe SoftBank comprend les fournisseurs d'accès internet ODN et Yahoo! BB (ja), le portail d'internet Yahoo! Japan, l'opérateur de téléphone mobile Softbank Mobile (ancienne filiale du groupe Vodafone) et l'opérateur de téléphone fixe Softbank Telecommunications.
C'était l'opérateur exclusif de l'iPhone au Japon.

## Historique

### 1981 - Création
SoftBank est fondée en septembre 1981 par Masayoshi Son, alors âgé de 24 ans, sous le nom de SOFTBANK Corp., à l'origine comme un magasin de pièces pour ordinateurs.
La société se lance dans l'édition en mai 1982 avec le lancement de Oh! PC et Oh! Magazines MZ, respectivement consacré aux ordinateurs NEC et Sharp. Oh! PC est tiré à 140 000 exemplaires en 1989.
Il deviendra le plus grand éditeur japonais de magazines informatiques et technologiques et de salons professionnels.

### Années 1990
En 1994, la société entre en bourse et est évaluée à 3 milliards de dollars. En septembre 1995, SoftBank convient d'acheter Ziff Davis, société basée aux États-Unis, pour un montant de 2,1 milliards de dollars.
En 1995, la société acquiert COMDEX de The Interface Group. Elle revend COMDEX en 2001 à Key3Media, une entreprise dérivée de Ziff Davis.

### Années 2000
En mai 2000, SoftBank lance la société BB Technologies, qui propose à partir de septembre 2001 un service d'internet à haut débit sous la marque Yahoo! BB. La société devient SoftBank BB en janvier 2003 en fusionnant avec d'autres entités du groupe.
Le 28 janvier 2005, SoftBank devient le propriétaire des Softbank Hawks de Fukuoka, une équipe du championnat du Japon de baseball.
Le 17 mars 2006, SoftBank fait l'annonce de son intention d'acheter Vodafone Japan, lui donnant accès à un marché de 78 milliards de dollars de la téléphonie mobile. Début avril, SoftBank complète l'acquisition de 23 % de Betfair, une bourse de paris Internet. Le 1er octobre 2006, Vodafone Japan change sa dénomination sociale, sa marque de téléphonie mobile, et son nom de domaine de téléphonie mobile respectivement en SoftBank Mobile, SoftBank et Mb.softbank.jp.
Le 28 janvier 2008, Softbank et Tiffany & Co. annoncent avoir collaboré pour fabriquer un téléphone cellulaire couvert de platine et serti de plus de 400 diamants totalisant plus de vingt carats, limité à dix modèles. On dit que le coût est de plus de 100 millions de yens. Le 4 juin, SoftBank Mobile annonce son partenariat avec Apple, pour lancer l'iPhone (3G) au Japon d'ici la fin 2008.

### Années 2010
Le 3 février 2010 SoftBank fait l'acquisition de 13,7 % de Ustream, avec l'option d'accroître ses parts à 30 % avant juillet 2011. Le 1er octobre, Ayumi Hamasaki devient le porte-parole commercial.
Le 21 décembre 2010, SoftBank achète l'opérateur mobile PHS japonais Willcom pour 300 millions de yens (deux millions d'euros).
Le 15 octobre 2012, SoftBank annonce vouloir prendre le contrôle de l'américain Sprint Nextel pour vingt milliards de dollars (15,4 milliards d'euros), et deviendrait ainsi le troisième opérateur mobile mondial quant au chiffre d'affaires derrière le chinois China Mobile et l'américain Verizon Wireless, mais devant AT&T et Vodafone,. Le rachat est effectif le 10 juillet 2013, SoftBank s'emparant de 78 % de Sprint pour la somme de 21,6 milliards de dollars.
Le 1er janvier 2013, SoftBank achète l'opérateur mobile japonais eAccess connu sous la marque EMOBILE.
En octobre 2013, SoftBank achète pour 150 milliards de yens (soit 1,53 milliard de dollars) 51 % des parts de Supercell, une entreprise de jeu vidéo finlandaise.
Le 1er juin 2014, les opérateurs eAccess et Willcom fusionnent en une nouvelle filiale nommée Ymobile (ワイモバイル, Waimobairu), sous la marque Y! Mobile.
Le 5 juin 2014 SoftBank, avec l’aide d'Aldebaran Robotics (spécialiste français en robotique), annonce la commercialisation de Pepper, un robot humanoïde d'1,20 m. Softbank confirmant par la même occasion détenir Aldebaran à hauteur de 78,5 % de son capital, à la suite de premières rumeurs datant de mars 2012. En mars 2015, SoftBank monte à 96 % du capital d'Aldebaran.
Le 1er avril 2015, la filiale SoftBank Mobile (opérateur principal de services cellulaires), désormais détenue à 99 % par SoftBank, absorbe les filiales Ymobile (autres services mobiles), SoftBank BB (services internet fixes connus sous la marque Yahoo! BB) et SoftBank Telecom (services de téléphonie fixe et prestations spécialisées). Les deux marques SoftBank Mobile (37 millions d'abonnés) et Y! Mobile (10 millions d'abonnés) continuent cependant de coexister.
En mars 2016, SoftBank poursuit sa stratégie d'expansion et de diversification et investit 250 millions de dollars (224 millions d'euros) dans la William Morris Agency, agence américaine spécialisée dans la représentation d'individus du secteur du divertissement.
En mai 2016, Aldebaran Robotics est rebaptisé SoftBank Robotics.
En juin 2016, Tencent annonce l'acquisition de la participation de SoftBank de 73,2 % dans Supercell pour 6,6 milliards de dollars. Le même mois, SoftBank annonce la vente d'une participation de 4,2 % dans Alibaba pour 8 milliards de dollars, faisant passer sa participation de 32,2 % à 28 %, toujours dans le but de se désendetter,. Toujours en juin 2016, SoftBank annonce la vente de sa participation dans GungHo Online Entertainment pour l'équivalent de 865 millions de dollars. Le 18 juillet 2016, SoftBank annonce aussi le rachat de ARM Holdings, pour environ 31 milliards de dollars.
En octobre 2016, lors d'une réunion avec la présidente Sud-coréenne Park Geun-hye, Son Masayoshi, annonce la volonté de Softbank d'investir plus de 4,5 milliards de dollars en Corée du Sud, dans des start-up et PME du pays en particulier dans les secteurs de l'Internet des objets, des technologies mobiles, des services liés à l'Internet, des robots et de l'intelligence artificielle,.
De plus, Softbank annonce son association avec le premier Fonds public d'investissement d'Arabie saoudite (PIF) afin de mettre en place la création d'un fonds d'investissements dénommé SoftBank Vision Fund dédié aux start-up et au secteur technologique d'un poids de 100 milliards de dollars. L'Arabie Saoudite en serait le principal investisseur à une hauteur de 45 milliards de dollars et Softbank à hauteur de 25 milliards de dollars. Ces deux manœuvres s'inscrivent dans la Stratégie d’expansion de Softbank et ont vocation à réduire sa dépendance à l'économie japonaise,
.
En février 2017, SoftBank annonce pour 3,3 milliards de dollars l'acquisition de Fortress Investment Group, un fonds d'investissement américain.
En mai 2017, SoftBank annonce un futur investissement de 5 milliards de dollars dans Didi Chuxing (VTC chinois).
En juin 2017, Alphabet revend Boston Dynamics et Schaft à SoftBank, pour un montant non dévoilé.
En août 2017, Softbank investit 4,4 milliards de dollars dans la compagnie américaine WeWork, portant sa participation dans la start-up à 7,4 milliards de dollars. En août 2018 Softbank décide d'investir un milliard de dollars supplémentaire.
En janvier 2018, SoftBank Group annonce envisager l'entrée en bourse de sa filiale japonaise de télécommunications mobiles. SoftBank Corp., l'entité en question, fait ses débuts en bourse le 19 décembre 2018. Cette introduction en bourse lui permet de lever 2 650 milliards de yens (20,6 milliards d'euros), ce qui en fait la plus importante IPO jamais effectuée au Japon.
En février 2018, SoftBank Group et Didi Chuxing annoncent nouer un partenariat pour développer des services de réservation sur le marché japonais des taxis.
En novembre 2019, SoftBank annonce la fusion de Yahoo Japan avec Line, dans une transaction valorisant l'ensemble à 30 milliards de dollars. À la suite de cette opération, la nouvelle entité prendra le nom de Z Holdings et sera détenue à 50 - 50 par SoftBank et Naver. Ces derniers annoncent acquérir les participations qu'ils ne détiennent pas encore dans Line Corp.
En juin 2020, SoftBank annonce vendre deux tiers de sa participation dans T-Mobile US, pour 21 milliards de dollars, afin de se désendetter et racheter ses propres actions. Par cette opération, Softbank ne détient plus que 24,6 % de T-Mobile US.

### Années 2020–présent
En juin 2020, SoftBank vend 5 % des parts qu'il détient dans SoftBank Corp, filiale japonaise de téléphonie mobile.
Le 27 janvier 2021, la division robotique de Softbank annonce une coentreprise avec Iris Ohyama, une autre société japonaise spécialisée dans l'électronique. La coentreprise est baptisée Iris Robotics, et ses locaux se tiendront à Sendai. En mai 2021, la holding japonaise investit 1,6 milliard de livres dans le groupe britannique The Hut Group.
En juillet 2022, Softbank a levé 22 milliards de dollars grâce à des contrats à terme visant des actions Alibaba. Ce montage financier permet à SoftBank de lever de l'argent rapidement tout en gardant la possibilité de conserver les actions dans Alibaba.
En février 2023, Toyota Tsusho a annoncé avoir acquis la participation majoritaire dans SB Energy, qui deviendrait une filiale, aux côtés de la filiale de Toyota Tsusho, Eurus Energy.
En mai 2024, Softbank a lancé une coentreprise avec Tempus AI, une entreprise spécialisée dans les technologies de la santé. L'objectif de cette coentreprise était de fournir des services médicaux de précision au Japon grâce à l'IA.

## Actifs
En mars 2020, SoftBank possède une participation de :
- 28,9 % dans Alibaba Group, une entreprise d'e-commerce chinoise,
- 66,5 % dans Softbank Mobile, un opérateur téléphonique japonais,
- 84,4 % dans Sprint, un opérateur téléphonique américain,
- 48,2 % dans Z Holdings, entreprise issue de la fusion entre Yahoo Japan et Line,
- 100 % dans ARM, un concepteur de puce pour mobile,
- 100 % dans Zozo, une entreprise japonaise de mode,
- 100 % dans Askul, une entreprise japonaise de vente de fourniture de bureau,
- 100 % dans SB Investment Advisers, qui possède à son tour Vision Fund, un fonds d'investissement de 100 milliards de dollars,
- 89,5 % dans Brightstar, une entreprise américaine vendant des téléphones portables,
- 20 % dans Boston Dynamics, une entreprise fabriquant des robots tel que Spot ou Atlas[48].

## Principaux actionnaires
Liste au 24 novembre 2019:
| Masayoshi Son                                   | 26,9% |
| Nomura Asset Management                         | 5,37% |
| Nikko Asset Management                          | 2,73% |
| Sumitomo Mitsui Trust Asset Management          | 2,62% |
| Daiwa Asset Management                          | 2,30% |
| Capital Research & Management (World Investors) | 2,26% |
| The Vanguard Group                              | 2,06% |
| Fidelity Management & Research                  | 1,38% |
| Norges Bank Investment Management               | 1,34% |
| Baillie Gifford & Co.                           | 1,28% |